# Bíser Kírov
Bíser Hristov KÍROV (Silistra, 4 de septiembre de 1942-6 de noviembre de 2016) fue un cantante (tenor) pop, productor y diplomático búlgaro. Fue conocido como «el búlgaro más popular de Rusia».
Su nombre artístico en su lengua natal era Бисер Киров. 

## Biografía
Su padre era Hristo Nikolov Kírov  (1914-1977), pastor de la Iglesia adventista; su madre era  Ventsinosa Apostolova Kírova (1922-1989), una artista.
El cantante está relacionado con la tierra natal de su padre, Chokmanovo, un pequeño pueblo de montaña en la provincia de Smolyan:

Aquí, en 1688, se instalaron mis antepasados, que huían de la islamización de la región de los montes Ródope. Hoy en día es una de las tres aldeas cristianas en el Ródope Central.
Bíser Kírov

### Educación
En 1961 se graduó con honores de la escuela secundaria en Sofía.
En 1973 se graduó en el Instituto de Tecnologías Químicas Finas de Moscú (que desde 1992 se convertiría en universidad), con un título en Química y Tecnología de los Materiales Semiconductores.
En 1989 se graduó con honores en la Universidad Gitis, y se inscribió en la escuela de posgrado.
El 16 de noviembre de 2012, Bíser Kírov fue galardonado con el título de doctor honoris causa de la Universidad Estatal de Tecnologías Químicas Finas de Moscú.

### Carrera
Bíser Kírov creó una de las primeras bandas búlgaras de rock: Reflex.
El 8 de octubre de 1966, en el discurso del Día de los Estudiantes (en Bulgaria), Bíser Kírov cantó con la mejor orquesta de Bulgaria: Balkanton.
Su carrera se inició en 1967 en el Primer Festival Internacional de Canción de la Juventud en la ciudad de Sochi (Rusia), donde Bíser Kírov recibió el tercer premio.
En todo el año 1969 estuvo en la Unión Soviética. Allí participó en la grabación del álbum Melodii druzey (‘Melodías de amigos’) realizado en Golubom Ogonke (luz azul), y protagonizó varios espectáculos importantes de entretenimiento.
Dio unos 2000 conciertos en la Unión Soviética:

La gente en las provincias rusas eran personas inteligentes y ambiciosas. Una audiencia muy sensual. Y siempre fue la base de los intelectuales con los que he hablado desde el escenario entre canción y canción.
Bíser Kírov

Bíser Kírov llama a Rusia su «patria creativa».
En las entrevistas con los periódicos, mencionan a Bíser Kírov como «el cantante búlgaro de Rusia».
Desde 1969, su música se difundió por las radios de Cuba, y Bíser Kírov produjo algunas canciones en español, con letras de marcada ideología popular. En los años setenta viajó varias veces a Cuba, donde dio recitales gratuitos (pagados por el Gobierno cubano) en La Habana y otras ciudades de la isla.
En 1981 tuvo un grave accidente automovilístico. Pasó 56 días en terapia intensiva.
En la radio cubana, el periodista Alberto Fernández incluso transmitió una serie de programas «Recuerdos de Bíser Kírov», ya que los medios habían informado que el cantante había muerto.
Trabajó mucho tiempo en la televisión búlgara y soviética. Dirigió el programa La llave de oro en el canal RTR, y varios programas infantiles en el canal Cultura.
Entre 2006 y 2010 fue asesor en Asuntos Culturales de la embajada de Bulgaria en Moscú.
En 2010 se publicó internacionalmente el álbum Bíser Kírov, con canciones pop.
El 29 de abril de 2012 dirigió el programa Propiedad de la República, en la edición dedicada al 45 aniversario de Philip Kirkorov.

## Premios y honores
- 1967: tercer premio en el Primer Festival Internacional de la Canción de la Juventud en la ciudad de Sochi.[4]
- 1968: Medalla de Oro en el IX Festival Mundial de la Juventud y los Estudiantes, en la ciudad de Sofía (Bulgaria), y recibió el título de Cantante del Año.
- 1968: primer premio en el Festival Internacional de la Canción de Barcelona
- 1971: premio Orfeo de Oro
- 1976: premio Delfín de Oro, en Yugoslavia.
- 1978: premio Orfeo de Oro
- 1979: premio Orfeo de Oro (por tercera vez).
- 1985: medalla de oro en el XII Festival Mundial de la Juventud y los Estudiantes, en Moscú (Unión Soviética).
- 1985: Artista Honorario de Bulgaria.
- 2008: medalla del Presidente de la República de Bulgaria.
- 2008 (24 de noviembre): Diploma de Honor del Gobierno de Moscú por sus méritos en el desarrollo del arte popular y las actividades sociales.[11]
- 2009 (10 de noviembre): Artista Honorario de la Federación Rusa, por su gran contribución al desarrollo de la cooperación cultural ruso-búlgara y por sus muchos años de actividad creativa.[12]
- Embajador de Buena Voluntad de la República de Bulgaria en la Federación de Rusia, otorgada por el ministro de Relaciones Exteriores de Bulgaria.[9]
- 2012 (10 de agosto): el presidente Vladímir Putin le otorga el Certificado al Mérito del Presidente de la Federación de Rusia, por su gran contribución al desarrollo de la cooperación ruso-búlgara en el ámbito de la cultura.[13]

## Familia
- Esposa: Kírova Mitka Tsvetánova (1945-), ingeniera y química ecologista.
- Hijo: Bíser (1973-).
- Hija: Ventsinosa (1971-2014), abogada; recibió el nombre de su abuela.
- Nietos: Frida, Malena, Yelisa Maksimilián.